# Wu tai jie mei
Wu tai jie mei – hongkoński dramatyczny film z elementami sztuk walki z 1990 roku w reżyserii Wu Ma.
Film zarobił 2 237 184 dolarów hongkońskich w Hongkongu.

## Obsada
Źródło: Filmweb

- Idy Chan
- Yau Kwong Chen
- Fat Chung
- Kara Hui
- Miu Ting Kong
- Yin San Lai
- Ching-Ying Lam
- Chindy Lau
- Siu-Ming Lau
- Yuk-Ting Lau
- Chun Kit Lee
- Waise Lee
- Chung Lin
- Lo Ken
- Mars
- Ann Mui
- Bing Ng
- Ga Wah Ng
- Yin Shui
- Man Kei Tse